# 親鼻站
親鼻站（日语：／ Oyahana eki */?）是位於埼玉縣秩父郡皆野町大字皆野2499番2號，秩父鐵道的秩父本線車站。

## 歷史
- 1914年（大正3年）10月27日 - 車站啟用。

## 車站構造
本站是地面車站，設有1面1線的單式月台和1面2線的島式月台。此站是由寄居站管理的業務委託車站。車站職員當值時間為平日的星期一、三、五7:30～14:30，平日的星期二、四9:00～16:00和星期六日8:00～16:00。檢票口內設有廁所（濕廁）。

### 月台
| 月台 | 路線    | 方向                                              |
| ---- | ------- | ------------------------------------------------- |
| 1    | ■秩父線 | 長瀞、寄居、熊谷、行田市、羽生方向                |
| 2    | ■秩父線 | 秩父、三峰口方向 ■西武線直通 飯能、所澤、池袋方向 |

3號月台主要用作貨物待避之用。

## 使用狀況
- 在2018年度1日平均乘車人次為196人[1]。

| 年度               | 1日平均 乘車人次 |
| ------------------ | ---------------- |
| 2009年（平成21年） | 261              |
| 2010年（平成22年） | 234              |
| 2011年（平成23年） | 223              |
| 2012年（平成24年） | 216              |
| 2013年（平成25年） | 215              |
| 2014年（平成26年） | 209              |
| 2015年（平成27年） | 205              |
| 2016年（平成28年） | 198              |
| 2017年（平成29年） | 197              |
| 2018年（平成30年） | 196              |

## 車站周邊
- 國道140號
- 埼玉縣道37號皆野兩神荒川線
- 埼玉縣道205號親鼻停車場線（日语：埼玉県道205号親鼻停車場線）
- 埼玉縣道348號下戦場鹽貝戶線（日语：埼玉県道348号下戦場塩貝戸線）
- 荒川
  - 親鼻橋（日语：親鼻橋）
  - 荒川橋樑（日语：荒川橋梁 (秩父本線)）（親鼻鐵橋）
  - 親鼻橋河原
  - 紅簾片岩
- 道之驛皆野（日语：道の駅みなの）
- 皆野町立皆野中學
- 皆野町立皆野小學

## 巴士路線
| 乘車處 | 乘車處 | 系統   | 主要途經             | 目的地     | 巴士公司     | 備註 |
| ------ | ------ | ------ | -------------------- | ---------- | ------------ | ---- |
| 親鼻站 |        | 三澤線 |                      | 皆野站     | 西武觀光巴士 |      |
| 親鼻站 |        | 三澤線 | 中三澤、栃谷、秩父站 | 西武秩父站 | 西武觀光巴士 |      |

## 相鄰車站
秩父鐵道
秩父本線
SL「Paleo Express」、急行「秩父路」
通過
普通
上長瀞－親鼻－皆野

## 注腳
1. ↑  不同秩父鐵道站的上下車人次 （页面存档备份，存于）（日語）

## 外部連結
- 車站情報 親鼻站（秩父鐵道） （页面存档备份，存于）（日語）